# Programa de Energía Nuclear de la Armada

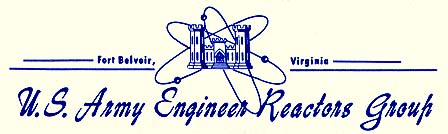

El Programa de Energía Nuclear de la Armada (Army Nuclear Power Program) (ANPP) era un programa de la Armada de los Estados Unidos para desarrollar pequeños reactores de agua a presión y de agua en ebullición para su uso en emplazamientos remotos.
En total se construyeron ocho reactores.
- SM-1, de 2 Mwe, en Fort Belvoir, Virginia, que alcanzó su criticidad en 1957 (varios meses antes del reactor de Shippingport) y primera planta de energía nuclear de los Estados Unidos en conectarse a la red eléctrica.
- SM-1A, de 2 MWe, más calefacción, en Fort Greely, Alaska. Alcanzó su criticidad en 1962.
- PM-2A, de 2 MWe, más calefacción en Camp Century, Groenlandia. Alcanzó su criticidad en 1961.
- PM-1, de 1,25 MWe, más calefacción, en Sundance, Wyoming. Propiedad de la Fuerza Aérea, utilizó su potencia para una estación de radar. Alcanzó su criticidad en 1962.
- PM-3A, de 1,75 MWe, más calefacción, en McMurdo Sound, Antártida. Propiedad de la Marina. Alcanzó su criticidad en 1962, y fue desactivado en 1972.
- MH-1A, de 10 MWe, más suministro de agua potable para suministro de la base adyacente. Instalado en el Sturgis, una barcaza transformada de un barco Liberty, y anclado en la Zona del Canal de Panamá. Instalado en 1968, y retirado al finalizar la propiedad de Estados Unidos de la zona en 1975 (el último de los ocho en finalizar de forma permanente su funcionamiento).
- SL-1, reactor de agua hirviendo, de 200kWe, más calefacción, en la Estación de Pruebas de Reactor de Idaho. Alcanzó su criticidad en 1958. Emplazamiento del único accidente fatal de un reactor de energía nuclear en Estados Unidos, el 3 de enero de 1961. El reactor resultó destruido.
- ML-1, primera turbina de ciclo cerrado de gas. Diseñado para 300 kW, aunque sólo alcanzó los 140 kW. Funcionó solamente unos pocos cientos de horas de pruebas antes de su cierre en 1963.

Claves de los códigos: 
- Primera letra: S - estacionario, M - móvil, P – portátil.
- Segunda letra: H – Alta potencia, M – Media potencia, L – Baja potencia.
- Dígito: Número secuencial.
- Tercera letra: A indica la instalación en un campo.

De los ocho construidos en total, seis generaron energía útil durante un largo período de tiempo.
- planta de energía nuclear
- lista de reactores nucleares

- Datos: Q689760
- Multimedia: Army Nuclear Power Program / Q689760